# Laia Costa
Laia Costa Bertrán (Barcelona, 18 de fevereiro de 1985) é uma atriz espanhola. Ela já ganhou vários prêmios, incluindo o Prêmio Goya e o Prêmio do Cinema Alemão, além de indicações ao Prêmio BAFTA e ao Prêmio do Cinema Europeu.

## Biografia
Laia Costa fez sua estreia na televisão como Inés Flores na série de televisão Bandolera de 2011, seguida por uma aparição episódica na série de drama histórico de 2012, Toledo. Nesse mesmo ano, estreou no cinema em um papel no filme Tengo ganas de ti. Ganhou destaque como a personagem-título em Victoria, um filme de suspense policial dirigido por Sebastian Schipper, que estreou no Festival Internacional de Cinema de Berlim de 2015 e foi aclamado pela crítica. Por sua performance, ela ganhou o Prêmio de Cinema Alemão de Melhor Atriz,  o Prêmio Gaudí de Melhor atriz Principal, o Prêmio Sant Jordi de Melhor Atriz em Filme Estrangeiro, e foi indicada ao Prêmio de Cinema Europeu de Melhor Atriz.
Por sua atuação como Amaia, em Cinco lobitos de Alauda Ruiz de Azúa, Costa ganhou elogios incluindo o Prêmio Goya de Melhor Atriz, o Prêmio Feroz de Melhor Atriz Principal, o Prêmio Forqué de Melhor Atriz de Cinema, o Prêmio Platino de Melhor Atriz e recebeu uma indicação ao Prêmio CEC de Melhor Atriz. 
Costa também fez parte do elenco da série de suspense político britânico, The Diplomat, que estreou em 28 de fevereiro de 2023. Ela então estrelou o filme espanhol Els encantats, de Elena Trapé, que estreou como parte de a seção oficial do 26º Festival de Cinema de Málaga em 12 de março de 2023 e que foi lançado nos cinemas da Espanha em 2 de junho de 2023. Ela atuou como Paula na série de drama e romance catalã intitulada Cites Barcelona, que estreou em 13 de junho no serviço de streaming Amazon Prime Video. Ela interpretou a protagonista na adaptação cinematográfica do romance de Sara Mesa, Un amor, dirigido por Isabel Coixet, fazendo sua estreia como parte da seleção oficial da competição no 71º Festival Internacional de Cinema de San Sebastián em 26 setembro de 2023. Após sua estreia no festival, o filme será lançado nos cinemas em 10 de novembro de 2023. Costa interpretou o papel de Moghedien, na adaptação da série de televisão de fantasia épica do Amazon Prime Video, The Wheel of Time.

## Vida pessoal
Costa mudou-se, por seis anos, de Barcelona, para Brickell, o distrito financeiro de Miami, Flórida, com seu marido, David López, devido a um cargo, em uma empresa multinacional de varejo. Ela o conheceu durante seus anos de universidade. Em maio de 2020, Costa deu à luz seu primeiro filho em casa. 

## Filmografia
| Ano  | Título                           | Papel           | Notas          |
| ---- | -------------------------------- | --------------- | -------------- |
| 2012 | I Want You                       | Chica Serpiente |                |
| 2013 | Y otro año, perdices             | Claudia         | Curta-metragem |
| 2014 | Fort Ross                        | Lyusiya         |                |
| 2014 | Razones                          | Luna            | Curta-metragem |
| 2015 | Victoria                         | Victoria        |                |
| 2015 | No me quites                     | Laura           | Curta-metragem |
| 2015 | Palm Trees in the Snow           | Daniela         |                |
| 2016 | The Little Things                | Laia            | Curta-metragem |
| 2017 | Black Snow                       | Laura           |                |
| 2017 | Newness                          | Gabi Silva      |                |
| 2018 | Piercing                         | Mona            |                |
| 2018 | Duck Butter                      | Sergio          |                |
| 2018 | Maine                            | Bluebird        |                |
| 2018 | Life Itself                      | Isabel Díaz     |                |
| 2018 | Only You                         | Elena Aldana    |                |
| 2022 | Lullaby                          | Amaia           |                |
| 2023 | The Enchanted                    | Irene           |                |
| 2023 | Un amor                          | Nat             |                |
| 2023 | The Teacher Who Promised the Sea | Ariadna         | Pós-produção   |